# Старина (округ Снина)
Старина (словац. Starina) — колишнє село в Словаччині, на території теперішнього Снинського округу Пряшівського краю зникле в результаті будови водосховища Старина у 1981-1988 роках.
Село було залите водами водосховища Старина, звідки і пішла назва водосховища.
Село було розташоване між Буківськими горами і Настазом в долині річки Цірохи. Рештки колишнього села знаходяться на території Національного парку Полонини. Кадастр села адмвністративно належить до кадастра села Стащин.
Із села залишився пам'ятник військовим полеглим у Першій світовій війні та у Другій світовій війні. Під горою Магура є мінеральне джерело.